# Макаровская (Спасское сельское поселение)
Макаровская — деревня в Тарногском районе Вологодской области.
Входит в состав Спасского сельского поселения, с точки зрения административно-территориального деления — в Нижнеспасский сельсовет.
Расстояние до районного центра Тарногского Городка по автодороге — 47 км, до центра муниципального образования Никифоровской по прямой — 8 км. Ближайшие населённые пункты — Наумовская, Овсянниковская, Барышевская, Булдачевская, Анциферовская.
По переписи 2002 года население — 5 человек.